# Anette Börjesson
Lilian Anette Börjesson, född 11 november 1954 i Göteborg, är en svensk före detta fotbollsspelare (back) och badmintonspelare. Hon spelade i båda sporterna länge på elitnivå och erövrade bland annat två EM-silver i badminton och ett EM-guld i fotboll. 
Börjesson medverkar i Sveriges Televisions dokumentära TV-serie Den andra sporten från 2013.

## Biografi

### Bakgrund
Anette Börjesson växte upp i Kyrkbyn på Hisingen. Bland de lekande barnen fanns även den några år yngre Glenn Hysén. Hennes far Kenneth Börjesson spelade mellan 1955 och 1961 allsvensk fotboll för Gais, och hans dotter Anette utmärkte sig tidigt bland de lekande barnen. Fotbollsaktiviteterna var dock på en låg nivå under de två år då familjen bodde i Sandviken.
Tillbaka på Västkusten bodde familjen inledningsvis på Orust och senare i Tuve. Anette Börjesson började spela handboll i Tuve IF, senare även fotboll. 1968 skapades ett damfotbollslag, där Börjesson debuterade under sina högstadieår.
Senare under tonåren studerade Börjesson på Hvidfeldtska gymnasiet i Göteborg.

### Elitkarriär
Som 18-åring debuterade Börjesson 1973 i Jitex BK, då ett elitlag som spelade i landets högsta serie. Med klubben blev det inom kort även SM-guld. Det sista SM-guldet med Jitex tog hon 1989, och två år senare var karriären som aktiv över för den då 37-åriga spelaren.
Börjesson spelade på landslagsnivå både inom fotboll och badminton. Åren 1973–86 deltog hon i 65 landskamper i badminton, och 1975–1988 gjorde hon 70 landskamper i fotboll. Under fotbollskarriären gjorde hon 12 landslagsmål. Börjesson spelade även under ett par år allsvensk handboll för Mölndals HF.
Sammanlagt vann hon i badminton 13 SM i singel/dubbel/mixed samt två EM-silver (singel och mixed 1980). Som fotbollsspelare vann hon sex gånger SM-guld och tre gånger Svenska cupen för Jitex och var lagkapten i det svenska landslag som 1984 vann EM-guld. Hon spelade även i EM 1987, där Sverige tog silver.
1985 gjorde Börjesson ett äkta hat-trick genom tre straffmål i en EM-kvalmatch mot Frankrike. 1982 utsågs Anette Börjesson till "Årets fotbollstjej". Stor tjej utsågs hon till redan 1977. 2006 utsågs hon till medlem av SFS Hall of Fame

### Andra aktiviteter
Under den aktiva idrottskarriären arbetade Anette Börjesson som taxichaufför (1977–82), senare som sekreterare (från 1984) och chefredaktör. Anette Börjesson var 1997 ordförande för Jitex/JG93.
Hon har på senare år varit aktiv som skribent, publicist och kommentator inom fotbollsrelaterade sammanhang. Hon blev 1987 ansvarig utgivare för tidningen Nya Mål, där hon även var ägare fram till 2008 (den numera nedlagda tidningen bytte senare namn till Marta). Hon drev mellan 2000 och 2017 fotbollssajten damfotboll.com, och hon verkade mellan 1995 och 2018 som expertkommentator för Radiosporten under alla större mästerskap utom OS.
Sedan 2017 har hon verkat som kommunikatör för Malmö-baserade företaget Konsulthjärtat. 2018 bodde hon i Varberg.

## Klubbar

### Fotboll
- Tuve IF (moderklubb)[9]
- Jitex BK – 1973–84, 1988–89, 1991 – 181 matcher och 52 mål[9]
- Gais – 1985–87 – 52 matcher och 13 mål[9][1]

### Badminton
- Göteborgs Badmintonklubb

## Meriter

### Fotboll
- 70 landskamper (12 mål)[9][13]
- EM-guld 1984[9]
- EM-silver 1987[9]
- NM-guld 1977, 1978, 1979, 1980, 1981[9]
- Årets fotbollstjej 1982[9]
- Svensk mästare 1974, 1976, 1979, 1981, 1984 och 1989[9]
- Svensk cupmästare 1981, 1982 och 1984[9]

### Badminton
- 13 SM-guld[10] 1973–82 (5 i singel, 2 i dubbel och 6 i mixed)[14]
- 65 landskamper[10]
- 1978 – EM-brons, singel[2]
- 1980 – EM-silver, singel[15]
- 1980 – EM-silver, mixdubbel[15]
- 1982 – EM-brons, mixdubbel[2]

## Källhänvisningar
1. 1 2  ”Tre 58-hjältar invalda - Svensk fotboll”. www.svenskfotboll.se. 16 december 2006. https://www.svenskfotboll.se/nyheter/svff/2018/4/hof/selektion-nr-4/. Läst 14 februari 2025.
2. 1 2 3 4 5 6 7 8 9 10 11 12 13  Kingdahl, Thomas (12 april 2018). ””Har hört många elaka saker – hån från män””. www.expressen.se. https://www.expressen.se/sport/fotboll/har-hort-manga-elaka-saker-han-fran-man/. Läst 14 februari 2025.
3. ↑  Makrillar, kval och gröna raketer (1994), s. 224.
4. 1 2 3 4 5 6  Börjesson, Anette. ”Anette Börjesson”. linkedin.com. https://www.linkedin.com/in/anette-b%C3%B6rjesson-80158476/?originalSubdomain=se. Läst 14 februari 2025.
5. ↑  "Anette Börjesson". Damfotboll.com. Läst 3 september 2014.
6. 1 2 3 4 5  "Anette Börjesson". Nationalencyklopedin. Läst 3 september 2014.
7. 1 2 3  "Börjeson, Anette". Svenskfotboll.se. Läst 3 september 2014.
8. ↑  "Födelsedagar 11 november". HD.se, 2004-11-10. Läst 3 september 2014.
9. 1 2 3 4 5 6 7 8 9 10 11  "Fakta och meriter för medlemmarna i SFS Hall of Fame". Bolletinen.se. Läst 3 september 2014.
10. 1 2 3  Börjesson, Anette i Vem är hon: kvinnor i Sverige: biografisk uppslagsbok (1988)
11. ↑  "Anette Börjesson". damfotboll.com. Läst 25 maj 2016.
12. ↑  ”Experten: ”Har överhuvudtaget inte klickat””. Radiosporten. Sveriges Radio. 17 juni 2015. https://www.sverigesradio.se/artikel/6191975. Läst 14 februari 2025.
13. ↑  ”Damlandslagsspelare 1973–2017” ( PDF). Svenska Fotbollförbundet. Arkiverad från originalet den 26 mars 2018. https://web.archive.org/web/20180326202526/https://www2.svenskfotboll.se/ImageVault/Images/id_69553/ImageVaultHandler.aspx.
14. ↑  "Svenska Mästerskap senior". Arkiverad 18 mars 2017 hämtat från the Wayback Machine. badminton.nu. Läst 17 mars 2017.
15. 1 2  ”Anette Börjesson”. www.ne.se. https://www.ne.se/uppslagsverk/encyklopedi/l%C3%A5ng/anette-b%C3%B6rjesson. Läst 14 februari 2025.